# モニーク・メルセン
モニーク・メルセン（Monique Melsen、1951年2月17日 - ）は、ルクセンブルクの歌手である。1971年5月にアイルランドの首都ダブリンで開催されるユーロビジョン・ソング・コンテスト1971にてルクセンブルク代表する。